# Havran (skalní věž)
Havran (518 m n. m., též Havran u Jítravy či Vraní kámen, německy Fellerkofel) je mohutná skalní věž v okrese Liberec ve stejnojmenném kraji. Leží na severozápadním svahu Jítravského vrchu (651 m n. m.), asi 1,5 km severovýchodně od vsi Jítrava, na katastrálním území obce Bílý Kostel nad Nisou. Havran spolu s dalšími skálami (Malý Havran, Havraní hnízdo) je součástí Přírodního parku Ještěd.

## Geomorfologické zařazení
Z geomorfologického hlediska náleží toto území do celku Ještědsko-kozákovský hřbet, podcelku Ještědský hřbet, okrsku Kryštofovy hřbety, podokrsku Vápenný hřbet a části Havranský hřbet. Pokud jde o menší skalní tvary, na Havranu se vyskytují např. skalní mísy, některé i s odtokovými žlábky.

## Geologie
Skála Havran, která se nachází v oblasti tektonické linie Lužického zlomu, je tvořena tvrdými, silně prokřemenělými cenomanskými pískovci, které byly podél poruchy vyvlečeny na povrch ze starších spodních vrstev. Na povrchu skály se vyskytují četné křemenné žilky a ve stěnách jsou patrné slepencové polohy, obsahující valouny křemene. Pískovcové vrstvy v oblasti zlomu jsou ukloněné v rozmezí 25-30°.

## Horolezecká lokalita

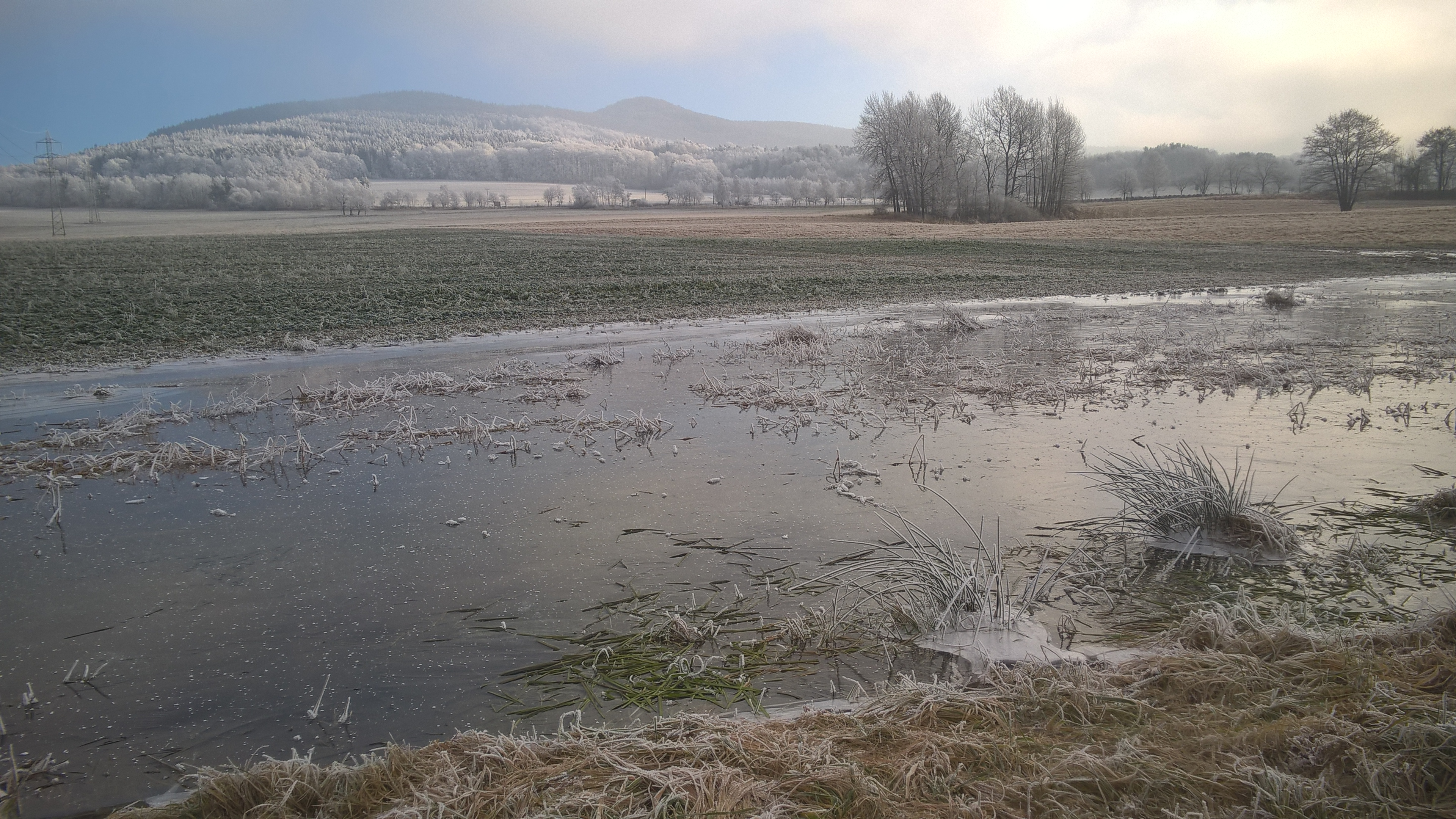
Pohled k Jítravskému sedlu a na Jítravský vrch, v pozadí na obzoru Vápenný

Skalní věž Havran se svou až 50 metrů vysokou stěnou patří mezi významné horolezecké lokality v rámci celé České republiky. S horolezectvím je ostatně spojen i německý název této skály Fellerkofel, odvozený od jména žitavského učitele Theodora Fellera, který podle tradice měl jako první v roce 1890 vystoupit na tuto skálu. Podle jiných zdrojů se však první výstup měl uskutečnit již v 60. letech 19. století, naproti tomu první relevantní písemný záznam hovoří až o výstupu Williho Kahla 19. září 1892.
Celkem je na Havranu vyznačeno 49 lezeckých cest o obtížnosti (podle stupnice UIAA) od I až po X. Nejtěžšími cestami jsou Hard Rock (stupeň X, podle saské, respektive sasko-severočeské stupnice XIc) z roku 2008, Výmyk (IX) a Great Roof. Největší počet lezeckých cest na Havranu je v rozpětí obtížnosti (podle UIAA) od stupně V do stupně VII.  Na sousední skále Malý Havran je vyznačeno dalších 10 cest a na Havraním hnízdě 14 cest.

## Přístup
Automobilem lze nejblíže přijet do Jítravského sedla (turistické rozcestí) po silnici I/13. Odtud vede červená turistická značka po svahu jižně od Havranu na Vápenný. Nejbližší autobusová zastávka je Rynoltice, Jítrava, hl.sil. na silnici I/13 u Jítravy.